# Mullaghfarna village
Mullaghfarna village in den Doonaveeragh Mountains im County Sligo ist das größte und älteste bekannte prähistorische Dorf in Irland. Es liegt auf einem flachen Plateau an der Ostseite der Cairns G und H von Carrowkeel. Der Berg, auf dem auch die Cairns O und P liegen, geht über in ein flaches Kalksteinplateau auf dem das Dorf Mullaghfarna (irisch Mullach na Fearna, „Kuppe der Erle“) liegt.
Der Doonaveeragh ist ein von Gletschern abgeschabter Berg, den ein tiefer Graben von den Hauptbergen bei Carrowkeel trennt. Das Tal ist auch als „Devil’s Gap“ (dt. Teufelstal) oder „Bite“ bekannt. Das Tal ist der Streifen Land, der der Megalithanlagenansammlung seinen Namen gab: Carrowkeel (dt. das dünne Viertel) ist vermutlich ein relativ moderner Name. Viele irische Gemarkungen (englisch Townlands) haben Namen aus dem 16. Jahrhundert, als das Land für Steuerzwecke registriert wurde und Bezeichnungen wie Viertel und Drittel sind allgemein. 
Das Plateau wurde 1911 als Steinzeitdorf erkannt, als R. A. S. Macalister (1870–1950) etwa 40 Kreise fand, die er als Fundamente von Bienenkorbhütten (englisch Beehive huts), identifizierte. Doch ohne Ausgrabung gab es keinen eindeutigen Beleg für das Alter der Fundamente und ihre Nutzung, zumal die zerklüftete Oberfläche zu rau erschien, um ein idealer Wohnplatz zu sein und es kein Wasser gab. Es gibt jedoch knapp unter dem östlichen Rand des Mullaghafarna Plateaus und weiter unten mehrere Quellen. 
Auch wurde eingewandt, dass die Armee von Hugh O’Neill hier während der neun Kriegsjahre (1594–1603) viele Male lagerte und die Kreise vielleicht Überreste aus dieser Zeit seien.
Die Ausgrabung von 2003 hat das Dorf mit der Entdeckung eines Feuersteinmessers in neolithische Zeit gelegt. Die Ausgrabung erfasste mehr als 180 Kreise verschiedener Größe und mehrere andere Einhegungen auf dem Plateau. Die größten Kreise liegen auf der Ostseite. 
In der Nähe liegt der Kesh Corran Cairn.